# Jacques Rouvière
Pour les articles homonymes, voir Rouvière.
Jacques Rouvière, né le 6 septembre 1938 à Annonay (Ardèche) et décédé à Pau le 12 novembre 2024 à Pau,, est un écrivain français.

## Biographie
Jacques Rouvière a été directeur régional de la Banque de France,. Depuis 1996, il se consacre à l'écriture, ainsi qu'à la composition de grilles de mots croisés ou fléchés.
En 2005, ses grilles de mots croisés ont été publiées dans l'hebdomadaire féminin Elle, cette activité prenant fin à l'été 2012. Il l'a reprise en 2014 en publiant aux Éditions l'Archipel un recueil de mots croisés, mots fléchés et autres jeux de lettres intitulé Le Livre des mots croisés. Un nouveau recueil sera publié l'année suivante chez le même éditeur sous le titre de Plaisir de jouer, plaisir de lire, suivi en 2016 d'un troisième, intitulé Plaisir de jouer. De même a-t-il participé collectivement à l'élaboration d'un premier recueil de mots fléchés publié en juin 2015 par les éditions Le Robert (dictionnaires), ainsi qu'à un second, paru en avril 2018.
En mars 2009, il est intronisé à l'Académie des lettres pyrénéennes au fauteuil d'André Labarrère.
En novembre 2014, il s'est vu décerner dans les salons du Procope à Paris « les lauriers de l'Asala » (Association Artistique et Littéraire de l'Assurance, des Professions bancaires et de leurs amis) pour l'ensemble de son œuvre, succédant ainsi à Jean-Marie Rouart, de l'Académie française, lauréat de l'année 2013.
Depuis 2017, il était membre d'honneur de l'Académie de la Poésie française.
Ses cendres reposent au cimetière de Savignac-de-Miremont, en Périgord, avec celles de son épouse.